# Grad Beaumaris
Grad Beaumaris je v mestu z istim imenom na otoku Anglesey v Walesu. Zgrajen je bil po letu 1282 kot del projekta Edvarda I.  za osvojitev severa Walesa. Gradnja je bila načrtovana leta 1284, vendar je zamujala zaradi pomanjkanja sredstev. Delo se je začelo šele leta 1295 po vstaji Madoga ap Llywelyna. V prvih letih je bilo zaposlene precej delovne sile pod vodstvom Jamesa iz Saint Georgea. Edvardov vdor na Škotsko je preusmeril sredstva, vendar pa se je delo ustavilo šele po vdoru leta 1306. Ko so delo končno prenehali okoli leta 1330, je bilo skupaj porabljenih že 15.000 £, kar je ogromna vsota za tisto obdobje, vendar je grad ostal nedokončan.
Grad Beaumaris so leta 1403 zavzele valižanske sile ob uporu  Owaina Glyndŵra, kraljeve sile pa so ga ponovno zasedle leta 1405. Po izbruhu angleške državljanske vojne leta 1642 je bil grad vse do leta 1646 v lasti sil, zvestih Karlu I., nato pa predan parlamentarni vojski. Kljub lokalnemu rojalističnemu uporu leta 1648 grad ni bil uničen. V njem je bila nastanjena parlamentarna vojska. V ruševine se je spremenil okoli leta 1660. V 19. stoletju je bil kompleks urejen v veličasten dvorec in park. Zdaj grad kot turistično zanimivost upravlja Cadw.
Zgodovinar Arnold Taylor opisuje grad kot "najpopolnejši primer simetričnega koncentričnega tlorisa" v Veliki Britaniji. Utrdba je zgrajena iz lokalnega kamna, varovana z obrambnim jarkom ob zunanjem krilu, ima 12 stolpov in dve vhodni poslopji, notranje krilo, dve veliki vhodni poslopji D-oblike in šest velikih stolpov. Notranje krilo je bilo zasnovano za stanovanjske zgradbe in pomožne prostore in je zagotavljalo prostor dvema večjima gospodinjstvoma. Južna vrata se je dalo doseči z ladjo, tako da je bil grad oskrbovan z morja. UNESCO meni, da je grad Beaumaris eden "najlepših gradov vojaške arhitekture v Evropi iz poznega 13. in začetka 14. stoletja" in je zato uvrščen na seznam svetovne dediščine. 

## Zgodovina

### 13.–14. stoletje
Angleški kralj in valižanski knezi so tekmovali za nadzor nad severnim Walesom vsaj od 1070-ih. Spor je bil obnovljen v 13. stoletju, ko je Edvard I. leta 1282 že drugič med svojo vladavino vodil vojsko na severni Wales. Edvard je napadel z veliko vojsko, napredoval severno od Carmarthena in zahodno od Montgomeryja in Chestra. Odločil se je, da bo za stalno zavzel severni Wales in si je upravljanje zagotovil v Rhuddlanskem statutu, sprejetem 3. marca 1284. Wales je bil razdeljen v grofije, podobno kot je bila urejena Anglija, s tremi novimi okrožji na severozahodu: Caernarfon, Merioneth in Anglesey. Novi mesti z varovalnimi gradovi sta bili zgrajeni v Caernarfonu in Harlechu in sta bili upravni središči prvih dveh okrožij, še en grad in obzidano mesto pa sta bila zgrajena v bližnjem Conwyju. Verjetno je načrtoval vzpostavitev podobnega gradu in naselja v bližini mesta Llanfaes na Angleseyju. Llanfaes je bilo najbogatejše območje v Walesu z največ prebivalci, pomembno trgovsko pristanišče in na želeni poti od severnega Walesa do Irske. Zaradi ogromnih stroškov pri graditvi drugih gradov je bil projekt v Llanfaesu odložen. 
Leta 1294 se je Madog ap Llywelyn uprl angleški nadvladi. Upor je bil krvav in med žrtvami je bil tudi Roger de Pulesdon, najvišji upravni uradnik grofije Anglesey. Edvard I. je pozimi upor zatrl in aprila 1295 spet osvojil Anglesey ter takoj začel nadaljevati zamujena dela z okrepitvijo območja. Izbran je bil Beaumaris, kar je pomenilo "lepo močvirje"; ime izhaja iz normansko-francoske besede beaux marais. V latinščini se je grad imenoval de Bello Marisco. Za gradnjo gradu so eno miljo oddaljeno naselje Llanfaes z vsemi prebivalci preselili približno 12 milj (19 km) jugozahodno, kjer je bilo zgrajeno novo naselje z imenom Newborough. Izgon lokalnih Valižanov je odprl pot za gradnjo uspešnega angleškega mesta, zaščitenega z obsežnim obzidjem in gradom.
Grad je bil postavljen v kotu mesta po podobnem mestnem načrtu kot v mestu Conwy, čeprav obzidje Beaumarisa ni bilo zgrajeno že na začetku, postavljeni so bili le temelji. Delo se je začelo poleti 1295, nadzoroval ga je mojster James iz Saint Georgea. Imenovan je bil za "mojstra kraljevih del v Walesu", kar kaže odgovornost, ki jo je imel za gradnjo in oblikovanje. Od leta 1295 dalje je Beaumaris postal njegova prva odgovornost, zato so ga pogosteje imenovali magister operacionum de Bello Marisco. Delo je bilo precej podrobno opisano v pipe rolls, računovodskih evidencah o srednjeveških kraljevih izdatkih, zato zgodnje faze gradnje Beaumarisa sorazmerno dobro razumemo.
Veliko dela je bilo opravljeno v prvem poletju, bilo je povprečno 1800 izvajalcev, 450 kamnosekov in 375 delavcev v kamnolomu. Okoli 270 £ na teden so porabili za plače. Projekt je hitro začel zamujati, zaradi česar so uradniki za plačilo izdajali usnjene žetone namesto normalnih kovancev. V središču gradu so bile začasne koče za nastanitev delavcev pozimi. Naslednjo pomlad je James svojim delodajalcem razložil težave in visoke stroške:
… še naprej bi potrebovali 400 zidarjev za rezanje in zidanje skupaj z 2000 manj kvalificiranih delavcev, 100 vozički, 60 vagoni in 30 čolni za dovažanje kamna in premoga; 200 kamnosekov; 30 kovačev in tesarjev za izdelavo nosilcev in talne plošče in druga potrebna delovna mesta. Vse to ne vključuje garnizije ... niti nakupa materiala. Potreben bo velik znesek ... plačilo za delavce je bilo in je še vedno zelo v zaostanku in imamo velike težave, da jih obdržimo, saj morajo od česa živeti.
Leta 1296 se je gradnja upočasnila, dolgovi so še naprej rasli, delo je bilo odloženo na naslednja leta in v celoti ustavljeno 1300, ko je bilo porabljenih okoli 11.000 £. Ustavitev je bila predvsem posledica Edvardovih novih vojn na Škotskem, ki so bile v njegovi pozornosti, in pomanjkanja finančnih sredstev. Grad je bil le delno končan. Notranje stene in stolpi so le del njihove prave višine, severna in severozahodna stran zunanje obrambe je v celoti manjkala. Leta 1306 je bil Edvard I. zaskrbljen zaradi morebitnega škotskega vdora v severni Wales, nedokončan grad pa je bil že v slabem stanju. Dokončanje zunanje obrambe so nadaljevali pod vodstvom Jamesa, po njegovi smrti leta 1309 pa pod vodstvom mojstra Nicolasa de Derneforda. Delo je bilo končno ustavljeno leta 1330, grad še vedno ni bil zgrajen do nameravane višine. Do te faze je bilo porabljenih 15.000 £, kar je ogromna vsota za tisti čas. Kraljeva ocena v letu 1343 je bila, da bi vložil vsaj še 684 £, potrebnih za dokončanje gradu, vendar se to ni nikoli zgodilo.

### 15.–21. stoletje
Leta 1400 je v severnem Walesu izbruhnil upor proti angleški nadvladi, ki ga je vodil Owain Glyndŵr. Grad Beaumaris je bil oblegan in uporniki so ga zajeli leta 1403, kraljeve sile pa ponovno osvojile leta 1405. [20] Grad je bil slabo vzdrževan in zato v slabem stanju. Ko ga je leta 1534 prevzel Roland de Velville, grajski stražnik, so strehe puščale v večini sob. 
V poročilu leta 1539 se je nov stražnik Richard Bulkeley pritožil, da je bil grad zaščiten z orožjem, ki ga je sestavljalo le osem ali deset malih pušk in štirideset lokov, in menil, da je ne zadostuje za zaščito trdnjave pred morebitnim škotskim napadom. Stanje se je še poslabšalo in leta 1609 je bil grad opredeljen kot "popolnoma propadel".
Leta 1642 je med privrženci rojalistov Karla I. in podporniki parlamenta izbruhnila angleška državljanska vojna. Grad Beaumaris je imel v vojni strateško lego, saj je bil na delu poti med kraljevim oporiščem na Irskem in njegovim delovanjem v Angliji. Thomas Bulkeley, čigar družina je sodelovala pri upravljanju gradu že več stoletij in ga čuvala za kralja, je porabil okoli 3000 £ za izboljšanje njegove obrambe. Do leta 1646 so parlamentarci premagali kraljevo vojsko in grad je bil junija predan polkovniku Richardu Bulkeleyju. Anglesey se je znova uprl parlamentarcem leta 1648 in Beaumaris so na kratko zasedle rojalistične sile in ga drugič predale oktobra tega leta.
Po vojni so bili mnogi gradovi zaradi obleganj poškodovani in neprimerni za vojaške namene. Parlament je bil zaskrbljen zaradi grožnje rojalističnega vdora iz Škotske in Beaumarisu je bilo prizaneseno. Polkovnik John Jones je postal guverner gradu s posadko, ki je bila nameščena v notranjosti po ceni 1703 £ letno. Ko se je Karel II. leta 1660 vrnil na prestol, je družino Bulkeley postavil za grajskega stražnika, a je bil z gradu odstranjen dragocen svinec in drugo, tudi streha.
Lord Thomas Bulkeley je grad kupil od krone leta 1807 za 735 £, ga vključil v park, ki je obdajal njegovo prebivališče Baron Hill. Tedaj so gradovi v severnem Walesu postali privlačni za slikarje in popotnike, ki so menili, da so z bršljanom poraščene ruševine romantične. Čeprav ni bil tako priljubljen kot drugi v regiji, je Beaumaris leta 1832 obiskala tudi prihodnja kraljica Viktorija med festivalom literature, glasbe in plesa, eisteddfod. Ob tej priložnosti jo je leta 1835 naslikal J. M. W. Turner. Grajske kamne so verjetno ponovno uporabili leta 1829, ko so v bližini gradili ječo.
Leta 1925 je Richard Williams-Bulkeley predal Beaumaris uradu za delo, ki je obnovil grad, odstranil rastlinje, izkopal jarek in popravil kamnoseška dela. Leta 1950 je bil grad kot "izjemen Edvardov srednjeveški valižanski grad" uvrščen na seznam stopnje I – najvišja ocena za uvrstitev na seznam, ki ščiti stavbe "izjemnega, običajno državnega interesa". 
Beaumaris je bil razglašen za del Unescove svetovne dediščine leta 1986 – gradovi in mestno obzidje kralja Evarda I. v Gwyneddu, saj je UNESCO presodil, da je eden "najlepših primerov vojaške arhitekture v Evropi iz poznega 13. in začetka 14. stoletja".  Zdaj ga od leta 2007/08 upravlja Cadw, agencija valižanske vlade za zgodovinske spomenike, kot turistično zanimivost. Letno ga obišče okoli 75.000 ljudi (leta 2007/08).   Grad zahteva stalno vzdrževanje in popravila. V poslovnem letu 2002/03 so porabili več kot 58.000 £. 

## Arhitektura
Grad Beaumaris ni bil nikoli v celoti zgrajen. Če bi bil, bi bil verjetno zelo podoben harleškemu. Oba imata koncentričen tloris s stenami znotraj obzidja, čeprav je Beaumaris pravilneje oblikovan. Zgodovinar Arnold Taylor ga je opisal kot "najpopolnejše simetrično koncentrično načrtovanje" v Veliki Britaniji. Mnogo let je veljal za vrhunec vojaške tehnike med vladanjem Edvarda I. To zdaj izpodbijajo zgodovinarji: Beaumaris je toliko kraljeva palača in simbol angleškega moči, kot je bila enostavna obrambna utrdba. Kljub temu je grad pohvalil UNESCO kot "enkraten umetniški dosežek", kot način, s katerim je "značilna dvojna struktura sten združena s centralnim tlorisom iz 13. stoletja" , in za lepoto njegovih  "razmerij in zidave".
Grad Beaumaris je bil zgrajen nad morsko gladino na dvignjenem delu usedlin, ki sestavljajo lokalno obalo, iz lokalnega angleseyjskega kamna, skopanega 16 km stran, nekaj so ga pripeljali z ladjami, na primer apnenec iz kamnolomov pri Penmonu. [38] Kamen je mešanica apnenca, peščenjaka in zelenega skrilavca, ki je bil uporabljen precej naključno znotraj obzidja in stolpov. Skrilavec so prenehali uporabljati po prekinitvi gradbenih del leta 1298, uporabljen je bil le za nižje ravni sten.
Zasnova gradu oblikuje notranje in zunanje obzidje, obdano z jarkom, ki je zdaj delno zasut. Glavni vhod v grad so bila vrata zraven morja poleg grajskega plimskega pristana, ki so bila dostopna neposredno po morju. Pristan je bil zaščiten z zidom, pozneje imenovanim Topničarska pot, in požarno ploščadjo, na kateri so v srednjem veku lahko namestili tribok – oblegovalno napravo. Naslednja vrata od morja so vodila skozi zunanji barbakan, zaščiten z dvižnim mostom, strelnimi režami in odprtinami na stropu ter naprej v zunanje krilo.
Zunanje krilo sestavlja osemstransko zaporno obzidje z 12 stolpi, ki so zapirali območje, premera približno 18 m; en prehod je vodil ven do naslednjih vrat ob morju, druga, vrata Llanfaes, so vodila ven na severno stran gradu. Obramba je bila prvotno sestavljena iz okoli 300 strelskih položajev za vojake skupaj s 164 režami za puščice, tudi 64 režami v bližini pritličja, da bi v začetku 15. stoletja in med državljansko vojno onemogočali vstop napadalcem.
Stene notranjega krila so bile pomembnejše od sten v zunanjem krilu, visoke so 11 m in debele 4,7 m, imajo velike stolpe in dve veliki vhodni poslopji, ki sta skupaj zasedali 0,30 ha površine. Notranje krilo je bilo namenjeno nastanitvi in drugim nalogam v gradu, zgradbe so se v nadstropjih raztezale vzdolž zahodne in vzhodne strani krila. Nekatere ostanke kaminov v teh stavbah je še vedno mogoče videti v kamnu. Ni jasno, ali so bili dejansko kdaj zgrajeni ali so bili zgrajeni in podrti po državljanski vojni.
Severno vhodno poslopje v D-obliki v notranjem krilu je bilo dve nadstropji visoko z dvema vrstama petih velikih oken, od katerih je bilo le eno nadstropje dejansko končano. Tu bi bila dvorana, velika okoli 21 m × 7,6 m, razdeljena na dva dela z ločenima kaminoma za ogrevanje. Južno vhodno poslopje je bilo zasnovano kot severno, vendar pred koncem leta 1330 gradbena dela niso napredovala. Nekateri kamni so bili odstranjeni, kar še dodatno zmanjšuje njegovo višino. 
Stene notranjega krila imajo obsežne prehode v prvem nadstropju in so podobni kot na gradu Caernarfon. Namenjeni so bili prebivalcem gradu za premikanje med stolpoma, dostop do stražarnice, spalnic in grajskih latrin (stranišč). Stranišča so imela poseben sistem odtoka, ki je uporabljal vodo iz jarka, vendar se zdi, da sistem ni deloval. Šest stolpov je imelo tri nadstropja s kamini. V enem od stolpov je bila zgrajena grajska kapela, ki bi jo uporabljali kralj in njegova družina, ne pa tudi posadka. 